# Sophus Claussen
Sophus Niels Christen Claussen (født 12. september 1865 i Helletofte på Langeland, død 11. april 1931 i Gentofte) var en dansk forfatter, søn af politikeren Rasmus Claussen og Hanne Sophie f. Henriksen.

## Liv og gerning
Han blev student i 1884 og udgav i studenterårene (1887) sin første digtsamling "Naturbørn", der vakte opsigt ved sin forsorne manierisme og en frisk og kåd erotik, der pegede i retning ad Emil Aarestrup. Claussen, der derefter i en række år var knyttet til provinspressen, fik dog først et virkeligt litterært navn ved to nydelige, halvt symbolske, halvt virkelighedsfarvede købstadidyller, "Unge Bander" (1894) og "Kitty" (1895), som med deres blanding af prosa og poesi, af skælmeri og ynde virker meget indtagende (navnlig introduktionen til "Unge Bander": "Frøken Regnvejr", vel det betydeligste, Claussen har skrevet [omarbejdet udgave 1912]). Sine skildringer fra de danske ølande har han senere fortsat i "Pilefløjter" (1899) og "Mellem to Kyster" (1900). Nok så ejendommelige og i hele anlægget originale er hans små rejsebøger "Valfart" og "Antonius i Paris" (begge 1896), der ved deres poesifulde småpludren er noget for sig. Claussen har endvidere skrevet et skuespil, "Arbejdersken".
En række år tog han ophold i Paris og udsendte herfra kun nogle mindre betydelige småbøger ("Trefoden" [1901], "Djævlerier" [1904], ´"Eroter og Fauner" [1910]). Efter sin hjemkomst udgav han i 1912 en omfangsrig og karakteristisk samling "Danske Vers", der i eminent grad giver det lunefulde og ligesom søgt tilfældige i hans produktion.
Blandt senere arbejder kan især fremhæves "Heroica" (1925), "Foraarstaler" (1927) som særlig karakteristisk for Claussens poetiske habitus. Samlede værker foreligger i 9 bind.
Han og Johannes Jørgensen var med til at skrive tidsskriftet Taarnet for den danske Symbolisme. Han slog til sin store fortrydelse aldrig igennem. Anerkendelsen kom først i Heretica-kredsen og hos Karen Blixen.
Claussen havde en tæt forbindelse til maleren Albert Gottschalk.
Claussen er begravet på Gentofte Kirkegård.

## Hæder
Hans Ekbatana fra 1896 er optaget i Danmarks kulturkanon.

## Udvalgt bibliografi
- Unge Bander (roman) – 1894
- Antonius i Paris (roman) – 1896
- Valfart (roman) – 1896
- Djævlerier (digte) – 1904
- Danske Vers (digte) – 1912